# Unveiled (Whitecross)
Unveiled è il sesto album in studio del gruppo musicale statunitense Whitecross, pubblicato nel 1994.

## Tracce
1. Frank [intro] – 0:20
2. If You Believe – 5:00
3. Home in Heaven – 3:05
4. Good Bye Cruel World – 5:32
5. Angel's Disguise – 4:06
6. I Keep Prayin – 4:36
7. Come Unto the Light – 4:21
8. Groove [instrumental] – 0:32
9. King of Angels – 3:52
10. Salt City – 3:32
11. Right Before Your Eyes – 4:05
12. No Other Love – 4:29

## Formazione
- Scott Wenzel – voce
- Barry Graul – chitarra
- Tracy Ferrie – basso
- Mike Feighan – batteria